# Ligne Alcantara-Randazzo
La ligne de chemin de fer Alcantara-Randazzo est une ligne ferroviaire à écartement standard qui reliait Randazzo et la haute vallée de l'Alcantara jusqu'à Giardini-Naxos, pour bifurquer avec la ligne côtière ionienne Messine-Syracuse. La ligne n'est plus desservie à partir de 1994, fermée en 2002, puis mise définitivement hors service en 2011 à le suite du décret ministériel n° 389.
En août 2017, la ligne est classée dans la première liste des chemins de fer de type touristique selon la loi dites 128/2017, bénéficiant d'une protection de tracé, empêchant son aliénation au profit de tiers pour un usage autre que les chemins de fer et en attendant l'identification des sommes nécessaires en vue d'une restauration fonctionnelle.
En mars 2022, les travaux préparatoires sont lancés en vue d'une reprise partielle à usage touristique.

## Histoire

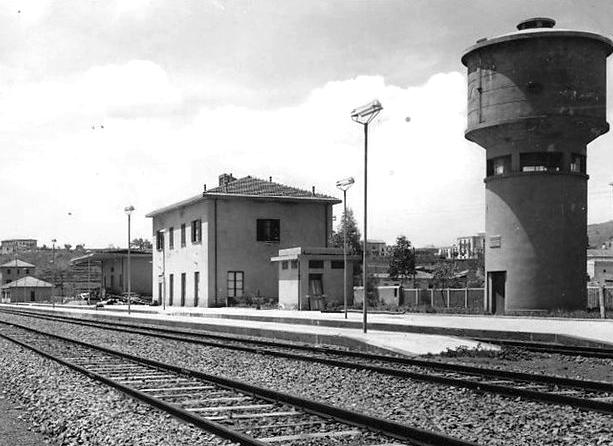
La gare de Randazzo, terminus de la ligne, en 1960.

Le projet de chemin de fer de l'Alcantara prend racine précocement ; en 1873, la province de Messine avait commissionné un projet de ligne ferroviaire entre Giardini et Leonforte en suivant précisément le tracé de la vallée. Le chemin de fer était destiné à transporter vers le port de Messine les ressources minières extraites du sous-sol (soufre) et les nombreuses productions agricoles de la Sicile centrale. Cependant, le projet rencontre une vive opposition de la part des partisans Catanais, soutenus par le puissant homme politique et plusieurs fois ministre Antonino di Sangiuliano, étant plutôt en faveur d'une ligne circumetnea (ligne autour de l'Etna) acheminant le tout vers le port de Catane. La Ferrovia Circumetnea est construite quelques années plus tard et le projet de la ligne Alcantara ne se concrétisa pas. Les travaux de construction ne débutent qu'en 1928 mais celles-ci subissent un arrêt complet quelques années plus tard. Les crises de l'époque et la Seconde Guerre mondiale ne permettent aucune reprise des travaux menés durant l'entre-deux-guerres, et le peu de conviction des élus pour mener à bien le projet provoque un retard considérable des phases de constructions.

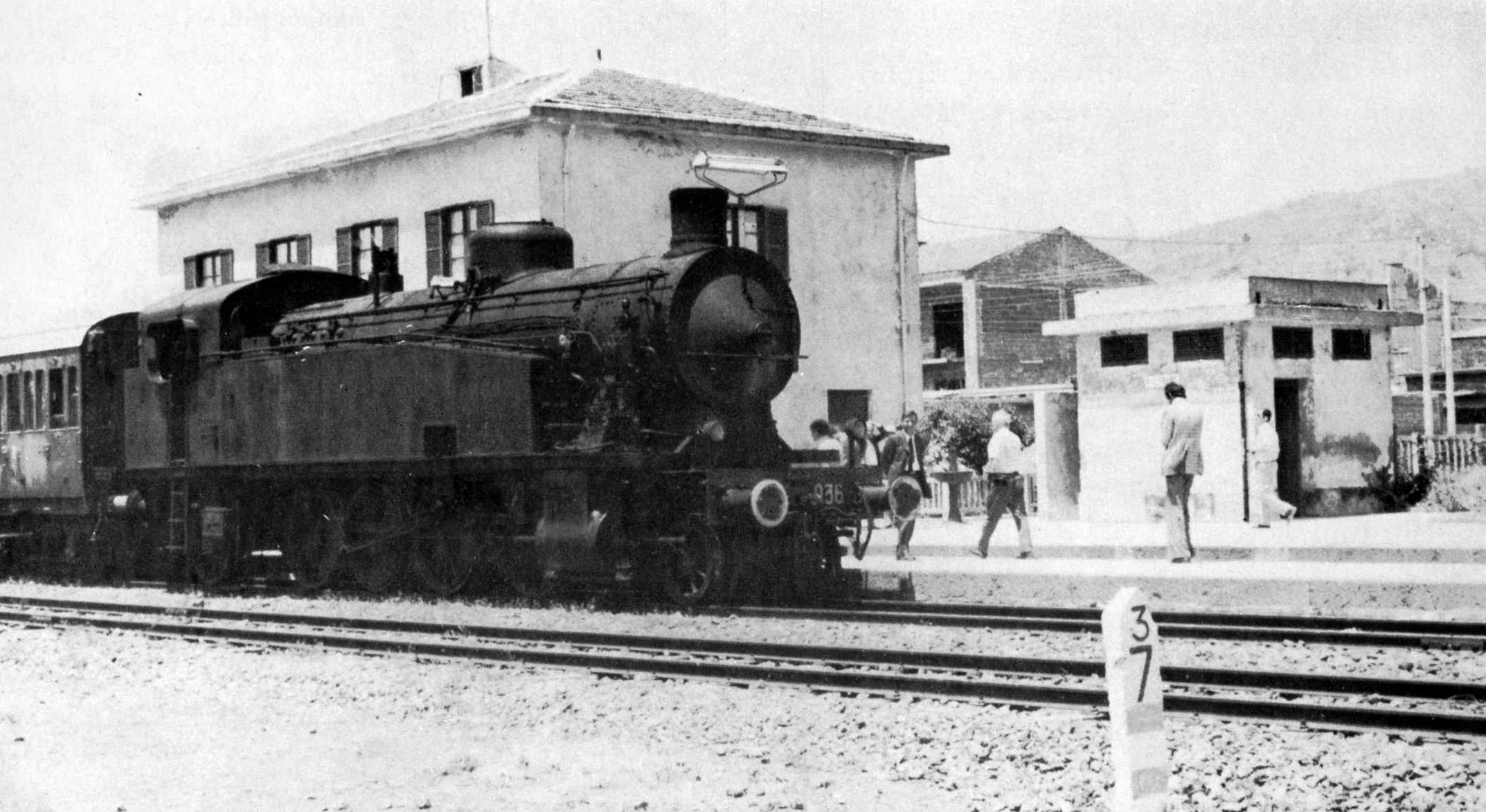
Locomotive à vapeur FS 940.036 à la gare de Randazzo dans les années 1960.

Il faut attendre le 31 mai 1959 pour l'inauguration de la ligne, n'ayant eu lieu qu'à la suite de demandes pressantes des populations et grâce à l'engagement d'élus locaux influents. La ligne est cependant gérée en suivant une économie fragile, avec une seule exploitation et en ne comptant que les gares de Randazzo et Francavilla di Sicilia pouvant être capables d'assurer des services de fret. Ce service est mené grâce à l'utilisation de locomotives à vapeur FS 940 du dépôt de locomotives de Catane tandis que le service voyageurs est assuré avec des automotrices.
Le 18 mars 1981, une éruption soudaine et violente de l'Etna emporte lors d'une coulée de lave la voie ferrée juste à l'est de Randazzo, interrompant également la Ferrovia Circumetnea et la Strada Statale. La ligne est interrompue avec un transfert de Randazzo à Moio Alcantara, devenant ainsi le terminus provisoire du service ferroviaire. Alors que le FCE réactive sa ligne de chemin de fer en quelques semaines avec une variante construite au-dessus de la lave encore fumante, la FS ne rouvre la ligne qu'en 1983 avec la construction d'une variante d'environ 3 km en tranchées ouvertes. Malgré un certain trafic local et pendulaire et bien qu'étant la seule liaison publique rapide de la vallée, le service ferroviaire est interrompu pour toute la période estivale de chaque année, en suivant une réduction systématique des trajets proposés. De plus, aucun arrêt de correspondance n'a été réalisé à hauteur des fameuses Gole dell'Alcantara, dans la localité de Fondaco Motta, même si la voie ferrée passe à quelques mètres du lieu touristique.

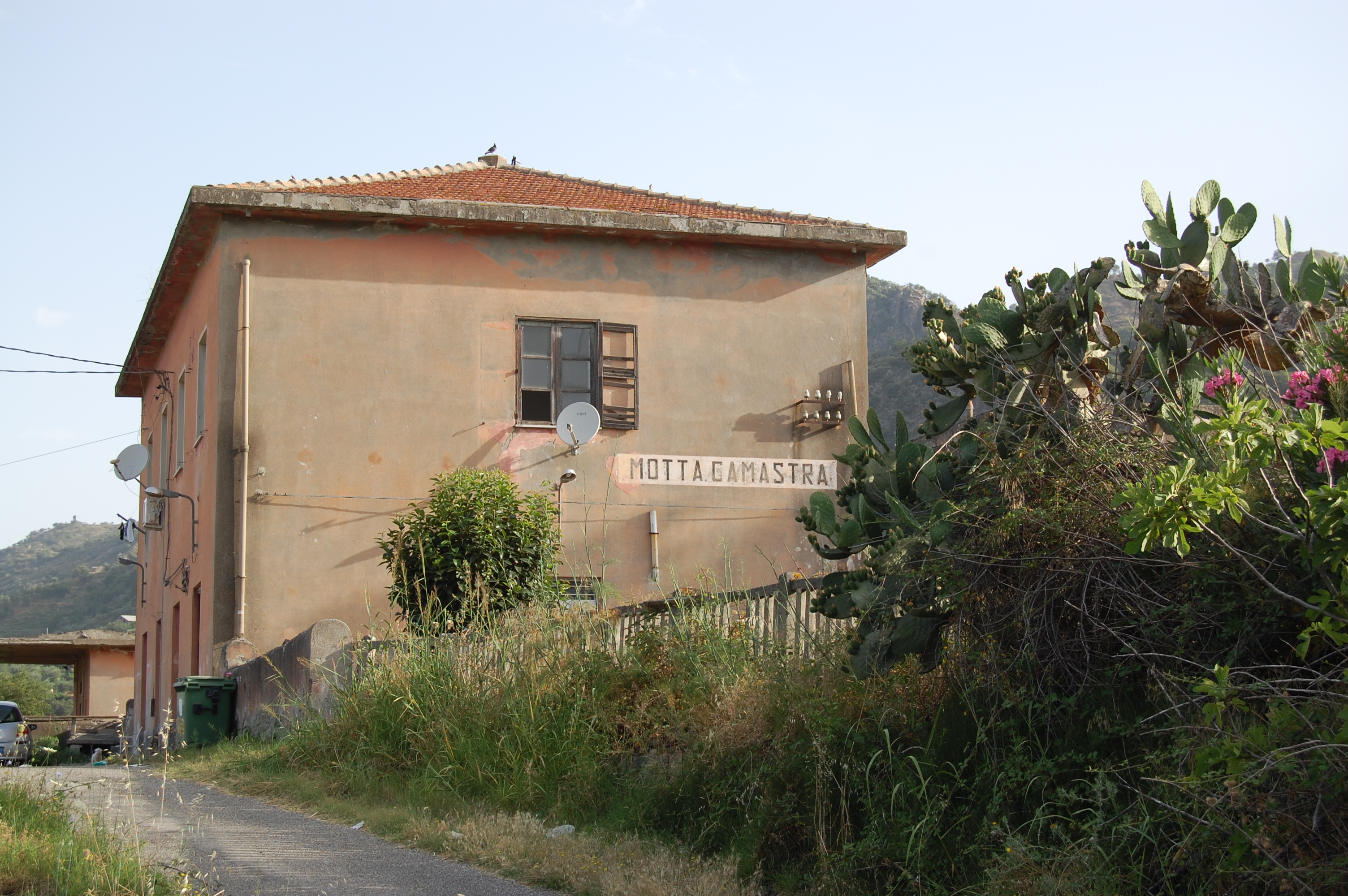
L'ancienne gare de Motta Camastra abandonnée depuis 2011.

En 1994, la ligne est suspendue pour des travaux de modernisation entre la gare d'Alcantara et Randazzo ; tous les passages à niveau (qui étaient auparavant gardés) sont automatisés, tous les feux de circulation et les échanges supprimés, transformant toutes les gares de la ligne en arrêts non surveillés et créant également la gare « Gole Alcantara ». Cependant, la ligne ne sera jamais rouverte. Entre 1995 et 1996, des trajets en trains à vapeur spéciaux avec des voitures anciennes sont organisés (ceux-ci parcouraient la ligne déjà fermée), pour sensibiliser le public à une éventuelle réouverture et à l'amélioration de l'itinéraire à des fins touristiques. En 2002, une clause de fermeture définitive est émise et, le 1er août de la même année, une déclaration de renonciation à la concession d'exploitation de la ligne est présentée au ministère. Le 11 novembre 2011, à la suite de la demande présentée par le directeur général de la RFI et après avoir entendu les avis du ministère de la Défense, du ministère de l'Économie et des Finances et ayant reconfirmé la résolution de renonciation par la RFI, avec note du 12 septembre 2011, le ministre de l'Infrastructure et des Transports Altero Matteoli publie le Décret Ministériel 389 autorisant la disposition définitive de la ligne et de ses infrastructures.
En octobre 2016 naît l'association Ferrovia Valle Alcantara, qui a pour principal objectif statutaire de sensibiliser les autorités locales pour la réouverture du chemin de fer, en mettant davantage l'accent sur le grand potentiel que la ligne peu apporter en prévision d'une éventuelle réouverture future au trafic touristique sous la gestion de la Fondation FS.
Le 2 août 2017, le Sénat de la République approuve définitivement une loi portant création de chemins de fer touristiques, identifiant en premier lieu 18 lignes dans toute l'Italie à classer comme touristiques, incluant la ligne Alcantara-Randazzo,. En mars 2022, grâce à un prêt de 15 millions du « Plan National de Relance et de Résilience » (PNRR), des travaux préparatoires sont lancés pour la remise en service partielle à usage touristique jusqu'à la gare de Francavilla di Sicilia, qui est passée à la deuxième phase de restauration effective en novembre 2022.

## Caractéristiques
La ligne est construite en voie unique sur l'ensemble du tracé et fonctionne avec des automotrices thermiques et une traction à vapeur pour les trains de marchandises. Un hangar à locomotives avec une voie couverte et composé d'un petit dortoir pour le personnel a été construit au terminus de la gare de Randazzo. La totalité des trains en service devaient marquer l'arrêt à toutes les gares, assurés par un assuntore. Celles-ci étaient équipées d'une signalisation aux feux tricolores de catégorie 1, mais dès la mise en service de la ligne, la plupart n'étaient pas en état de marche excepté la signalisation de Francavilla et Randazzo.

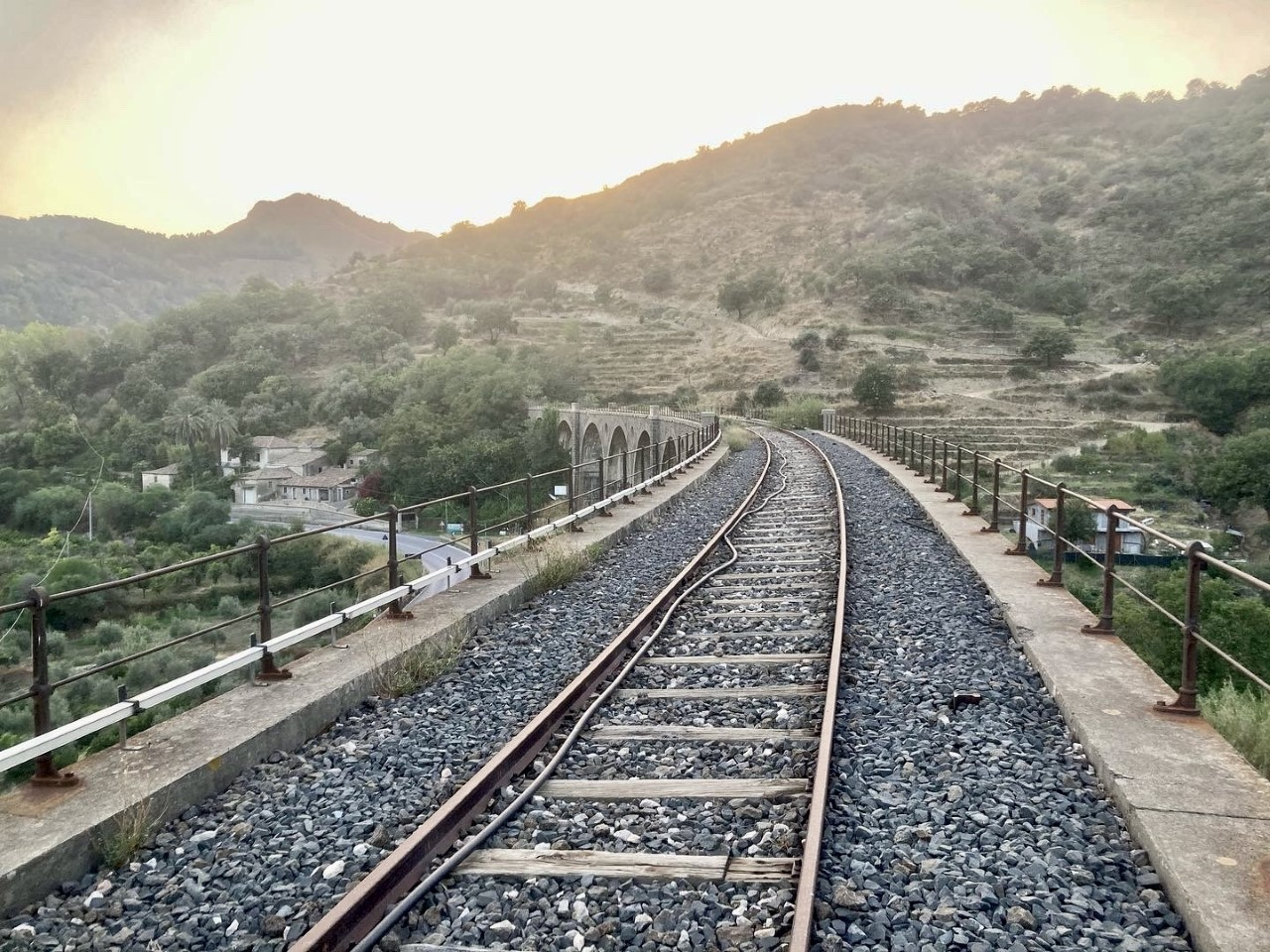
Le ponte San Cataldo, viaduc ferroviaire en voûte à proximité de Motta Camastra. L'ouvrage surplombe la SS 185.

Traversant essentiellement des zones agricoles cultivées et boisées, la ligne est équipée de nombreux passages à niveau, gardés ou non surveillés. Dans la partie aval, des tunnels et des viaducs en maçonnerie avec différentes arches surplombent la vallée. La gare terminus de Randazzo était déjà construite à la suite d'une extension prévue du chemin de fer vers la haute vallée de Simeto, mais le projet ne verra jamais le jour.
La gare, bien que presque limitrophe de celle de la FCE de Randazzo, (les deux lignes passent côte à côte sur le passage à niveau à la sortie Est des deux gares) n'a jamais bénéficié d'une liaison pour favoriser l'échange de voyageurs ; les barrières architecturales interposées ont nécessité un très long parcours pédestre d'environ 1 km alors que les deux gares ne sont distantes que de 150 mètres à vol d'oiseau. Toutes les stations et leurs systèmes sont actuellement dans un état d'abandon.
Pour la circulation des trains, le régime de circulation à gestion unique est adopté dès la mise en service de la ligne, permettant un croisement des trains uniquement à la gare de Francavilla di Sicilia, en plus des deux à l’extrémité de la ligne à Randazzo et Giardini Naxos (gare Alcantara).

### Caractéristiques techniques[12]
- Longueur de section propre : 37,040 km
- Pente maximale : 26 pour mille
- Rayon de courbure minimum : 300 m
- Vitesse maximale : 70/75 km/h
- Armement : traverses de 36 kg/m
- Aiguillages immobilisés dans toutes les gares sauf celles de Randazzo, Francavilla et Alcantara.
- Signalisation : de catégorie 1 avec signal d'avertissement couplé uniquement aux gares Alcantara, Francavilla et Randazzo.

### Itinéraire

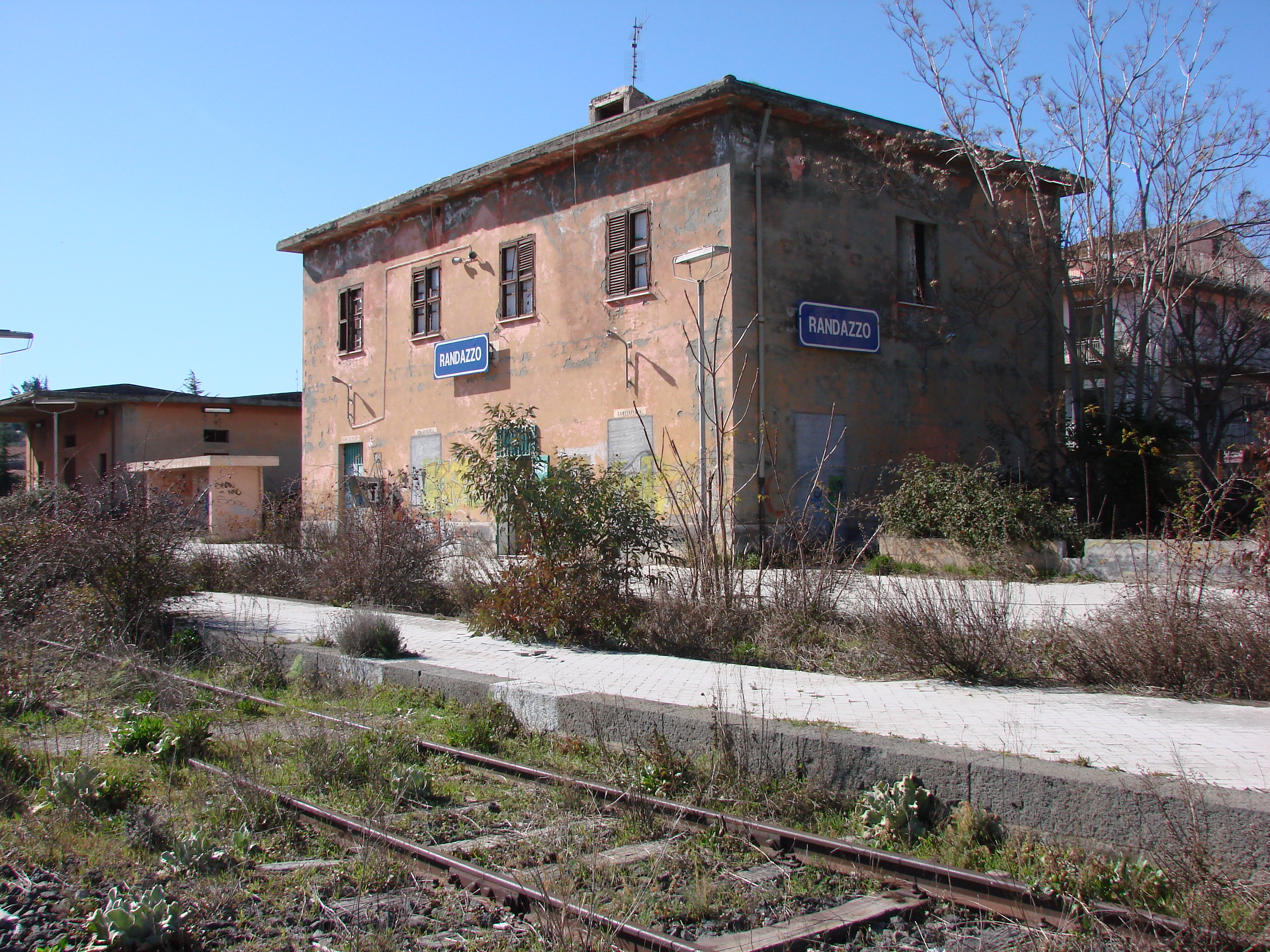
La gare de Randazzo à l'abandon en 2007.

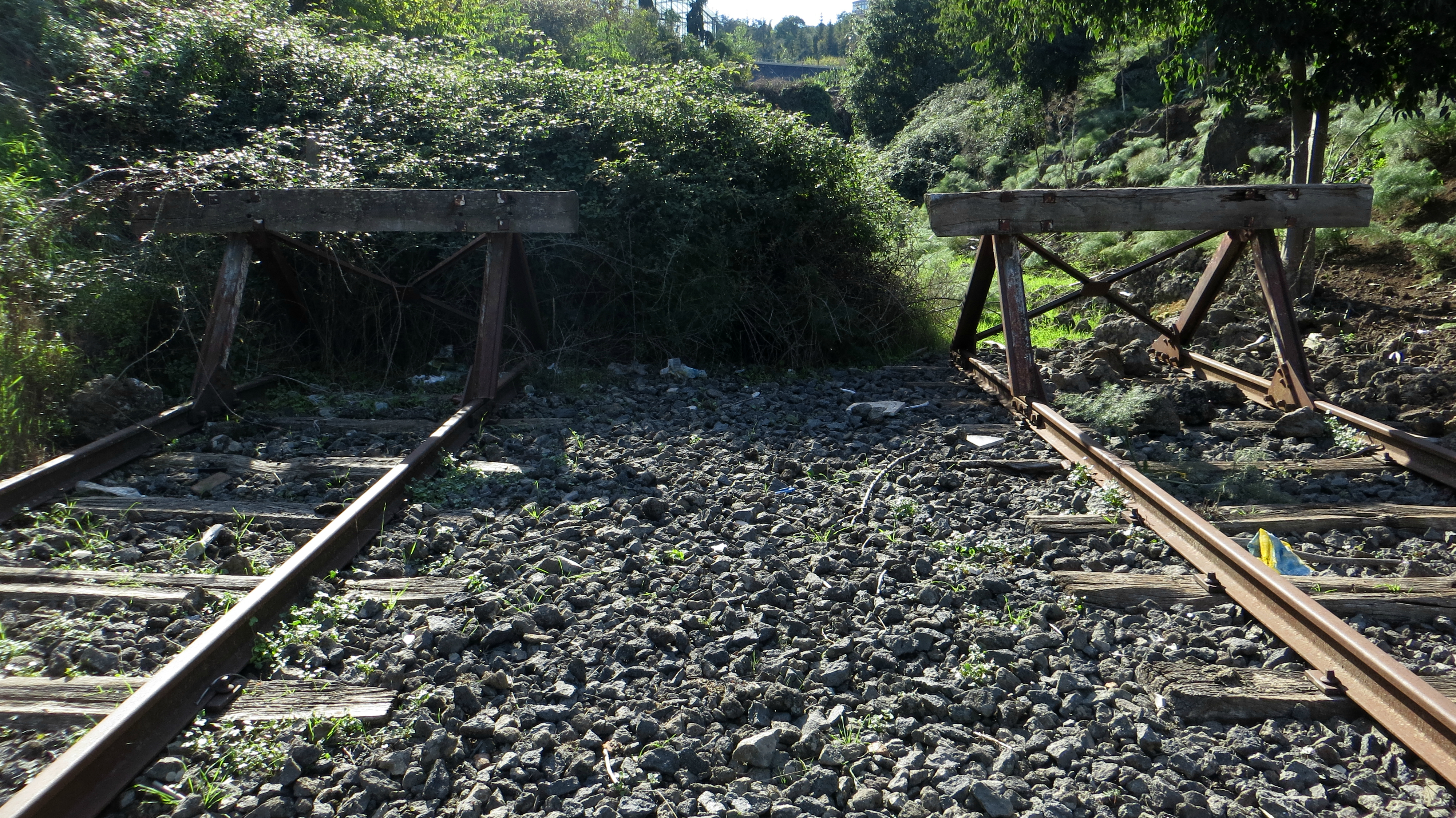
Le terminus de la ligne, qui aurait dû continuer vers Nicosia, rejoignant ainsi la ligne de chemin de fer Motta Sant'Anastasia-Regalbuto.

Le chemin de fer a la première section (une voie simple) Taormine-Alcantara commune à la ligne Messine-Syracuse. À partir du premier quai de la gare d'Alcantara à Giardini-Naxos, situé près de l'embouchure du fleuve du même nom, le tracé commence (quasiment tout le temps en montée) par une large courbe en s'étendant parallèlement à l'Alcantara dont il suit le chemin. La première gare atteinte est Gaggi, puis Graniti et, en passant à quelques mètres des Gorges de l'Alcantara (à Fondaco Motta, où un quai est construit dans la première moitié des années 90, et ne sera jamais utilisé), la gare de Motta Camastra est atteinte au pied du rocher en contrefort sur lequel se dresse la ville. La ligne traverse ensuite à trois reprises le fleuve San Paolo (affluent de l'Alcantara), et fait face à un tunnel et à un virage en épingle à cheveux qui fait pivoter le tracé de 180°, augmentant en altitude pour atteindre la gare de Francavilla di Sicilia ; il continue, traversant l'Alcantara, pour rejoindra la gare de Castiglione di Sicilia (loin de la ville), puis Mojo Alcantara. À la sortie de la gare se dresse un autre viaduc surplombant l'Alcantara, puis se dirige vers l'arrêt sans surveillance de San Teodoro (complètement supprimé à la fin des années 1970) et atteint le terminus Randazzo, la voie ferrée s'achevant sur une grande place.